# بلوت شریف
بلوت شریف (به انگلیسی: Bilot Sharif) یک شهرک در پاکستان است که در ناحیه دیره اسماعیل خان واقع شده‌است.